# BLCK
BLCK er et studiealbum af den danske sanger og producer Troels Abrahamsen der også er forsanger i gruppen VETO. BLCK er Troels Abrahamsens 2. solo-udgivelse under eget navn.

## Spor
| Nr. | Titel                    | Længde |
| --- | ------------------------ | ------ |
| 1.  | "Working"                |        |
| 2.  | "Our Hearts Are Dying"   |        |
| 3.  | "Edge"                   |        |
| 4.  | "Not Moving"             |        |
| 5.  | "We Love Falling"        |        |
| 6.  | "I Run Over"             |        |
| 7.  | "Pull"                   |        |
| 8.  | "Same"                   |        |
| 9.  | "The World Is Listening" |        |
| 10. | "Stop Making That Noise" |        |

## Sange der ikke kom med på udgivelsen
- "Swaat"

## Udgivelses-formater[1]
- CD – super jewel case (med runde hjørner på coveret)
- LP med gratis digital download
- Digitalt som download

Det forventes desuden at udgivelsen vil komme på iTunes som en iTunes LP.

## Fodnoter
1. ↑  supertroels.dk » BLCK Specs (Webside ikke længere tilgængelig)